# Ninon Vallin
Ninon Vallin, właśc. Eugénie Vallin, zam. Pardo (ur. 8 września 1886 w Montalieu-Vercieu, zm. 22 listopada 1961 w Lyonie) – francuska śpiewaczka operowa, sopran.

## Życiorys
Ukończyła konserwatorium w Lyonie, następnie była uczennicą Meyriane Héglon w Paryżu. Początkowo występowała jako artystka estradowa, swój sukces zawdzięczała Claude’owi Debussy’emu, który zachwycony jej głosem osadził ją w 1911 roku w partii solowej w La damoiselle élue, a następnie powierzył jej rolę Erigony w prapremierowym przedstawieniu Le martyre de Saint Sébastien. W 1914 roku dokonała prawykonania Trois poème de Stéphane Mallarmé, z Debussy’m akompaniującym jej przy fortepianie.
Na scenie operowej zadebiutowała w 1912 roku w paryskiej Opéra-Comique rolą Micaëli w Carmen. Wystąpiła w prapremierowych przedstawieniach La sorcière Camille’a Erlangera (1912) i Cadeaux de Noël Xaviera Leroux (1915) oraz we francuskiej premierze opery Maria Egiziaca Ottorino Respighiego (1934). Od 1916 do 1936 roku związana była z Teatro Colón w Buenos Aires. W 1917 roku wystąpiła w mediolańskiej La Scali. W 1920 roku rolą tytułową w Thaïs Jules’a Masseneta debiutowała w Opéra de Paris. W 1935 roku wspólnie z Jacques’em Thibaud wystąpiła w sali Konserwatorium Warszawskiego. Od 1953 do 1959 roku wykładała w konserwatorium w Montevideo. Dokonała licznych nagrań dla wytwórni Pathé, Odeon i Columbia Records.
Na scenie pozostała aktywna długo, jeszcze w wieku 70 lat dokonywała nagrań płytowych. Ceniona za brzmienie głosu i ekspresję sceniczną, w swoim repertuarze posiadała francuską i hiszpańską lirykę wokalną oraz różnorodne role operowe, m.in. tytułową partię w Mignon, Hrabiny w Weselu Figara, Małgorzaty w Fauście.